# ユーラシア (犬種)
ユーラシア（英：Eurasia）とは、ドイツ原産の犬種である。犬種名は作出に用いられた犬種がヨーロッパ州とアジア州、ロシアをまたいでユーラシア大陸が原産地であることにちなんでつけられた。旧称はウルフ・チャウ（英：Wolf-Chow）。

## 歴史
1960年代にドイツで作出された。始めは同国原産の牧羊犬種、ジャーマン・ウルフスピッツと中国原産のチャウチャウを掛け合わせ、そのミックス犬をもとに選択繁殖を行って作り出された犬種で、2種の犬種名からとってウルフ・チャウと呼ばれていた。このウルフ・チャウの犬質を向上させるためにロシア原産のサモエドの血を導入し、さらに改良を加えた末に完成したのがこのユーラシアである。なお、サモエドの血の導入は犬質の向上だけでなく、人懐こく優しい性格を加えるのに大いに役立った。完成後すぐにその性格の良さからドイツ国内で知名度が上昇し、完成度の高さから早くも1973年にはFCIに公認された。
なお、ユーラシアの本来の使役は愛玩犬（ファミリードッグ）であるが、専門家によってはそり犬などとして分類されている場合もある。しかし、実際にはほとんどそり犬として使われることは無く、なぜこのような分類がされたかはよく分かっていない。

## 特徴
ふわふわのロングコートを持つスピッツタイプの犬種である。足は太く、目つきは優しい。チャウチャウの血を引いているため、青舌の個体も多く存在する。体高45～56cm、体重20～32kgの中型犬で、性格はとても優しく、人懐こくてさびしがり屋である。そのため、主人を変えたり、一人での留守番が多いと強いストレスを受けてしまう。しかし、子供と遊ぶ事が好きなため、子供の遊び相手として最適である。毛色はフォーンやウルフなどで、マズルや耳の黒いブラック・マスクをもつ。

## 参考
- 『犬のカタログ2004』（学研）中島眞理 監督･写真
- 『日本と世界の愛犬図鑑2007』（辰巳出版）佐草一優監修
- 『デズモンド・モリスの犬種事典』（誠文堂新光社）デズモンド・モリス著書、福山英也、大木卓訳 誠文堂新光社、2007年
- 『日本と世界の愛犬図鑑2009』（辰巳出版）藤原尚太郎編･著